# Simon Béla (fogorvos)
Simon Béla (Nagyszeben, 1892. március 20. – Budapest, 1965. december 28.) fogorvos, az orvostudományok doktora (1955), egyetemi magántanár.

## Életútja
Simon Gyula és Kovács Tekla fia. Tanulmányait a Budapesti Tudományegyetemen végezte, ahol 1915-ben szerzett orvosi diplomát. 1919 és 1926 között a budapesti Stomatológiai Klinikán volt tanársegéd, majd 1926-ban magántanári képesítést szerzett. 1943-ban egyetemi rendkívüli tanári címet kapott. 1932-től főorvos volt az Apponyi Albert-Poliklinikán (jelenleg Szövetség utcai Kórház) a fogászati osztályon, amelyet 1951-ben Szakszervezeti Társadalombiztosítási Központ-i (SZTK) rendelővé alakított. Ezt egészen az intézmény 1963-ban történt megszűnéséig vezette. Egyik kezdeményezője volt a fogorvos-továbbképzésnek, valamint irányította a fogorvosok egyesületi életét is. Szakírói munkássága jelentős, sokat publikált a fogorvosi érzéstelenítésről és fájdalommentes kezelésről. 1937 és 1940 között a Stomatológiai Közlöny című szakfolyóirat főszerkesztője volt.
Első felesége Lóránd Blanka (1891–1974) neurológus, pszichiáter volt, Lőwinger Ármin és Heller Anna lánya, akit 1914. október 31-én Budapesten vett nőül. Elváltak. Második felesége Dobos Annie volt, akivel 1932-ben Nagykőrösön kötött házasságot.

## Fontosabb művei
- Fogorvosi röntgendiagnosztika (Budapest, 1923)
- Foggyógyászat (Budapest, 1930)
- A fogeltávolítás műtéttana (Budapest, 1934)
- Stomatológiai diagnosztika (Budapest, 1942)
- Hibák a fogorvosi gyakorlatban (Kemény Imrével – Rehák Rudolffal és Varga Istvánnal, Budapest, 1961)